# AH佛真·惜玩
《AH佛真·惜玩》（英語：A-Live），為香港電視娛樂製作的真人騷節目，由許廷鏗主持。節目中許廷鏗與不同嘉賓一起經歷種種挑戰，亦在各式驚喜中思考人生在世的不同課題，希望帶領觀眾領會活在當下的道理。本節目由「馬百良黑糖生薑軟糖」冠名贊助。

## 每集內容
| 集數 | 播映日期 | 主題               | 嘉賓   | 體驗主題 | 代表該主題的歌曲                                      |
| 1    | 8月9日   | 小型賽車障礙賽     | 賈思樂 | 青春     | 《青春頌》 （页面存档备份，存于） （許廷鏗）⑭         |
| 2    | 8月10日  | AR 遊戲對決        | 賈思樂 | 青春     | 《青春頌》 （页面存档备份，存于） （許廷鏗）⑭         |
| 3    | 8月11日  | 街市實習生         | 林二汶 | 突破     | 《驚人》 （页面存档备份，存于） （林二汶）⑭           |
| 4    | 8月12日  | 暗黑駕駛之旅       | 林二汶 | 突破     | 《驚人》 （页面存档备份，存于） （林二汶）⑭           |
| 5    | 8月13日  | 直立板體驗         | 林師傑 | 順逆     | 《神奇之旅》 （页面存档备份，存于） （許廷鏗）⑮       |
| 6    | 8月16日  | 街頭唱歌表演       | 林師傑 | 順逆     | 《神奇之旅》 （页面存档备份，存于） （許廷鏗）⑮       |
| 7    | 8月17日  | 偽日本慶生之旅     | 林欣彤 | 友情     | 《獅子山下遇上》 （页面存档备份，存于） （林欣彤）⑭   |
| 8    | 8月18日  | 偽日本慶生之旅     | 林欣彤 | 友情     | 《獅子山下遇上》 （页面存档备份，存于） （林欣彤）⑭   |
| 9    | 8月19日  | 捨棄帶來的得著       | 陳健安 | 捨得     | 《再不再見》 （页面存档备份，存于） （C AllStar）⑮    |
| 10   | 8月20日  | 體驗空中瑜伽       | 陳健安 | 捨得     | 《再不再見》 （页面存档备份，存于） （C AllStar）⑮    |
| 11   | 8月23日  | 「水」的活動       | 黃夏蕙 | 珍惜     | 《演員的自我修養》 （页面存档备份，存于） （許廷鏗）⑮ |
| 12   | 8月24日  | 「隨心隨性」的生活 | 謝安琪 | 隨心     | 《3/8》 （页面存档备份，存于） （謝安琪）⑭            |
| 13   | 8月25日  | 「隨心隨性」的生活 | 謝安琪 | 隨心     | 《3/8》 （页面存档备份，存于） （謝安琪）⑭            |
| 14   | 8月26日  | 音樂和攝影         | －     | －       | 《未來見》 （页面存档备份，存于） （RubberBand）⑮     |
| 15   | 8月27日  | 音樂和攝影         | －     | －       | 《未來見》 （页面存档备份，存于） （RubberBand）⑮     |

備註：
1. ↑  所有歌曲皆由許廷鏗主唱，括號內名字為該歌曲原唱者，圓圈內數字為該歌曲播出集數。

## 收視
| 集數   | 播映日期                     | 電視直播收視 | 備註  |
| 1－5   | 2021年8月9日－2021年8月13日  | 3.0點        | [ 6 ] |
| 6－10  | 2021年8月16日－2021年8月20日 | 3.5點        | [ 7 ] |
| 11－15 | 2021年8月23日－2021年8月27日 | 3.1點        | [ 8 ] |

## 記事
- 2021年8月2日：節目主持人許廷鏗出席記者會。
- 為了配合節目首播，ViuTV於2021年8月6日至8日及11日至15日在深水埗舉辦了實體相展，展出攝影師Nicky的作品[9]。

## 外部連結
- ViuTV：AH佛真·惜玩 （页面存档备份，存于）

## 電視節目的變遷
| 香港 ViuTV 星期一至五 22:30－23:00         | 香港 ViuTV 星期一至五 22:30－23:00                   | 香港 ViuTV 星期一至五 22:30－23:00               |
| ------------------------------------------ | ---------------------------------------------------- | ------------------------------------------------ |
|                                            | AH佛真·惜玩 （2021年8月9日－2021年8月27日）          |                                                  |
| 阿女又戀嚟 （2021年7月19日－2021年8月6日） | 甜爺爺 （2021年8月30日－2021年9月17日）              |                                                  |
| 香港 ViuTV 星期六 15:00－15:30             |                                                      |                                                  |
| 聲畫合拍 5 （2023年5月6日－2023年5月13日） | AH佛真·惜玩（重播） （2023年5月20日－2023年8月26日） | 海女日記（重播） （2023年9月2日－2023年11月4日） |